# 스톤마운틴 (조지아주)

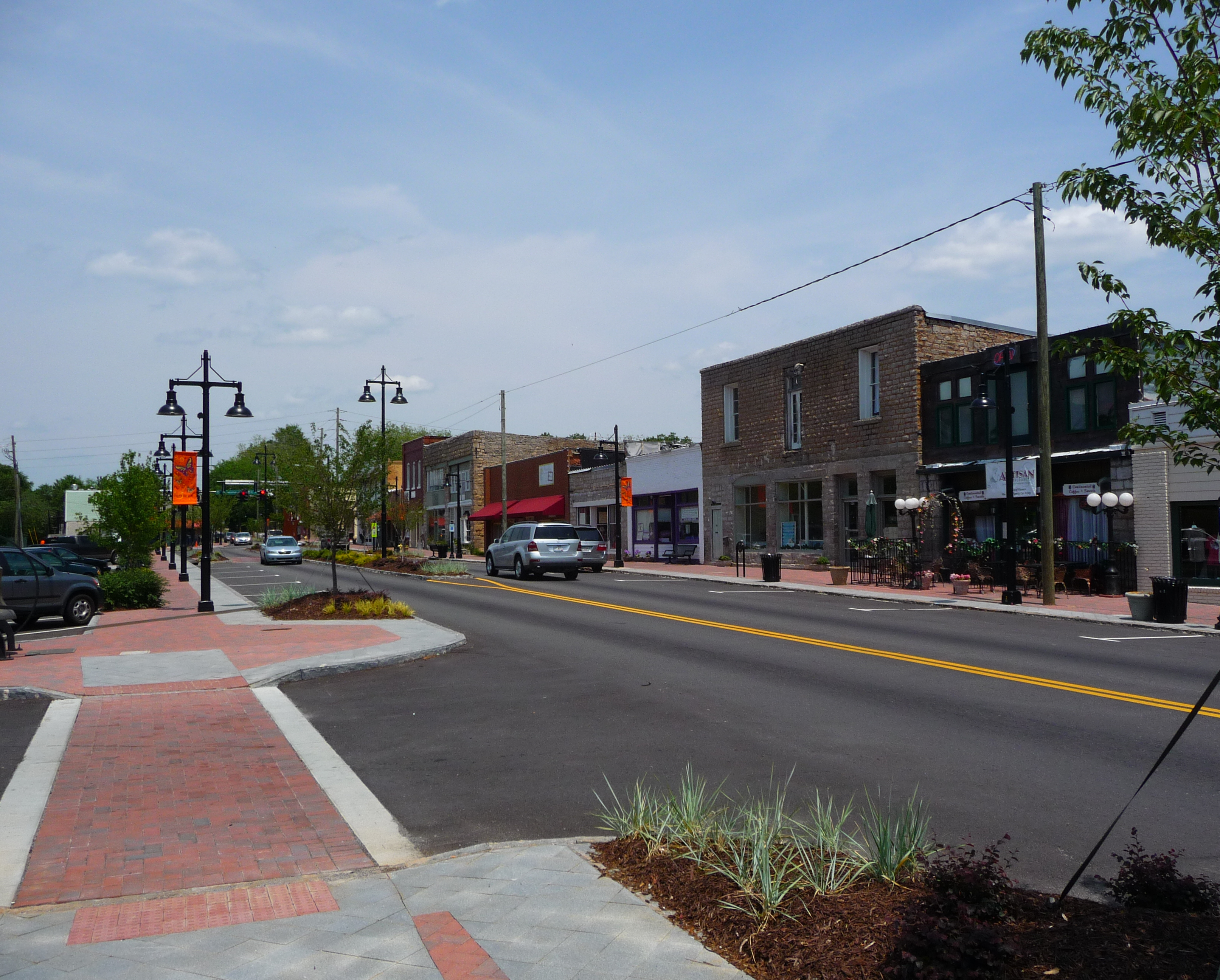
스톤마운틴 빌리지의 주 거리

스톤마운틴(Stone Mountain)은 미국 조지아주 디캘브군의 도시이다. 인구 수는 2010년 미국 인구조사에 따르면 5,802명이다. 디캘브군의 동부, 스톤마운틴 주변에 위치한다. 주민들은 스톤마운틴파크와 스톤마운틴을 구분하기 위해 이 지역을 스톤마운틴빌리지(Stone Mountain Village)로 지칭한다.

## 인구
| 인구조사              | 인구  | Note  | %±     |
| --------------------- | ----- | ----- | ------ |
| 1870년                | 690   |       | —      |
| 1880년                | 799   |       | 15.8%  |
| 1890년                | 929   |       | 16.3%  |
| 1900년                | 835   |       | −10.1% |
| 1910년                | 1,062 |       | 27.2%  |
| 1920년                | 1,266 |       | 19.2%  |
| 1930년                | 1,335 |       | 5.5%   |
| 1940년                | 1,408 |       | 5.5%   |
| 1950년                | 1,899 |       | 34.9%  |
| 1960년                | 1,976 |       | 4.1%   |
| 1970년                | 1,899 |       | −3.9%  |
| 1980년                | 4,867 |       | 156.3% |
| 1990년                | 6,494 |       | 33.4%  |
| 2000년                | 7,145 |       | 10.0%  |
| 2010년                | 5,802 |       | −18.8% |
| 2019 (추산)           | 6,281 | [ 1 ] | 8.3%   |
| U.S. Decennial Census |       |       |        |

## 저명한 출신 인물
- 노린 드울프
- 도널드 글러버
- 로리
- 코니 존슨
- 우하 네이션
- 브랜던 필립스
- 제이크 "더 스네이크" 로버츠
- 사일렌토